# Hughenden
Hughenden es un pueblo canadiense situado en la provincia de Alberta.

## Superficie
Hughenden tiene una superficie de 0,78 km².

## Demografía
En 2021, tenía 213 habitantes, una densidad poblacional de 272,5 hab./km², y 112 viviendas.